# 基耶塞河
基耶塞河是意大利的河流，位於該國北部布雷西亞大區，屬於奥廖河的支流，河道全長160公里，流域面積960平方公里，平均流量每秒36立方米。
45°08′N 10°25′E / 45.133°N 10.417°E